# Hajabusa (sonda)
Hajabusa (japonsky はやぶさ; doslovně jako sokol stěhovavý), předstartovní označení MUSES-C (Mu Space Engineering Spacecraft C), byla japonská planetární sonda organizace JAXA, především určená k technologickým prověrkám komponent budoucích kosmických sond. Vedlejším cílem tohoto experimentu byl průzkum planetky (25143) Itokawa z bezprostřední blízkosti, přistání na jejím povrchu, odběr vzorků prachu a jeho doprava na Zemi.
Postavila ji firma NEC Toshiba Space Systems, Ltd. (NTSpace), Jokohama (Japonsko). Provozuje ji Institute of Space and Astronautical Science (ISAS, od září 2003 součást organizace JAXA), Sagamihara (Japonsko).

## Konstrukce a úkoly sondy
Tříose stabilizovaná sonda tvaru čtyřbokého hranolu vybavená dvěma trojdílnými, po obou stranách tělesa sondy rovnoběžně umístěnými panely fotovoltaických baterií. Z hlediska technického se bude zkoumat:
- iontový pohon;
- autonomní navigace;
- způsob odběru vzorků minerálů z povrchu planetky;
- návrat vzorků zpět na povrch Země.

Sonda nese iontový motor, používající jako pracovní látku xenon, ionizovaný mikrovlnným zářením a urychlovaný elektrostatickým polem. Pro potřeby autonomní navigace sonda nese:
- dlouhofokální optickou navigační kameru ONC-T (Optical Navigation Camera – Telescopic);
- krátkofokální optickou navigační kameru ONC-W (Optical Navigation Camera – Wide-view);
- sledovače hvězd STT (Star Tracker);
- laserový lokátor LIDAR (Light Detection and Ranging);
- laserový dálkoměr LRF (Laser Range Finder);
- senzory FBS (Fan Beam Sensor).

Kromě toho sonda bude vypouštět speciální naváděcí cíle TM [=Target Marker] tvaru disku o průměru 10 cm s vysoce odrazivým povrchem. Na discích jsou vyleptána jména 877 490 osob. Pro průzkum planetky z oběžné dráhy kolem ní nese následující vědecké přístroje:
- rentgenovský fluorescenční spektrometr;
- spektrometr pro blízkou infračervenou oblast.

Pro průzkum okolí místa přistání nese malého skákajícího robota MINERVA. Odběrné zařízení vystřelením malého projektilu o hmotnosti několika gramů rychlostí 300 m/s do povrchu asteroidu zvíří drobný povrchový materiál (prach), který je následně shromážděn kuželovitou násoskou. Odběr vzorků se měl postupně uskutečnit na několika místech asteroidu při opakovaných přistáních. Pro dopravu vzorku na Zemi je sonda vybavena návratovým pouzdrem o hmotnosti 20 kg s padákovým systémem. Na horní podstavě sondy je umístěna pevná parabolická anténa pro spojení se Zemí.
Předpokládané trvání expedice je 4,5 roku.

## Průběh letu
Sonda byla vypuštěna z kosmodromu Kagošima dne 9. května 2003 ve 4.29:25 UTC na meziplanetární dráhu, která byla průběžně měněna tahem palubního iontového motoru.
19. května 2004 uskutečnila sonda gravitační manévr při průletu kolem Země ve výši 3725 km. V průběhu průletu kolem Země byly pořízeny ke kalibračním účelům snímky Měsíce a Země kamerou ONT-T.
V druhé polovině srpna 2005 byl palubní iontový motor vypojen a s využitím korekčního motoru na chemická paliva začala sonda uskutečňovat setkávací manévr s planetkou Itokawa.
12. září 2005 zakotvila ve vzdálenosti 20 km od cíle. Nácviky sestupu k povrchu planetky se uskutečnily ve dnech 4. listopadu, 9. listopadu a 12. listopadu 2005.
První pokus o přistání a odběr vzorků sonda provedla 19. listopadu. Přistání po dvou poskocích bylo sice úspěšné a sonda setrvala na povrchu planetky necelých 30 minut, než opět odstartovala, ale z technických důvodů se odběr vzorků neuskutečnil.
26. listopadu došlo k opakovanému pokusu, završenému přistáním na povrchu planetky v 22:07 UTC na dobu necelé minuty. Pokus o odběr vzorku prachu byl zřejmě neúspěšný. Vzhledem k úniku paliva z pohonného systému byla sonda uvedena do nouzového režimu a došlo ke ztrátě spojení.
30. listopadu bylo oznámeno, že byla obnovena komunikace se sondou, ovšem nefunguje její orientační systém.
6. prosince se sonda nacházela ve vzdálenosti 550 km od planetky Itokawa a pomalu se od ní vzdalovala. V tomto období se podařilo zachytit vysílání palubního radiomajáku a následovala celá řada testů a pokusů činnost sondy obnovit. S využitím Xenonu z pohonného iontového systému bylo dosaženo kontroly orientace sondy v prostoru.
8. prosince došlo k náhlé ztrátě orientace sondy v prostoru a k opětovné ztrátě spojení se sondou. Dle názoru řídícího centra v důsledku náhlého odpaření malého množství paliva. Bylo předpovězeno, že v důsledku změny mechanických momentů dojde po několika měsících k ustálení chaotického pohybu sondy v prostoru a pravděpodobně bude možno opět obnovit spojení.
Bylo vyčísleno, že pravděpodobnost obnovení spojení bude 60% v prosinci roku 2006 a 70% na jaře roku 2007.
23. ledna 2006 byl opět zachycen radiomaják sondy a v následujících dnech byla sonda opět stabilizována a došlo k opětovnému navázání spojení.
6. března se sonda nacházela ve vzdálenosti 13 000 km před planetkou Itokava a vzdalovala se od ní rychlostí 3 m/s.
1. června bylo oznámeno, že byla obnovena činnost 2 ze 4 iontových motorů a sonda se pokusí uskutečnit návrat zpět na Zemi.
25. dubna 2007 byly zapojeny iontové motory a sonda, nacházející se ve vzdálenosti 81 mil. km od naší planety, zahájila návrat k Zemi.
29. srpna byla obnovena činnost 3. iontového motoru – C (společně s již funkčními motory B a D).
29. října došlo k ukončení první fáze návratového manévru.
4. února 2009 došlo k opětovnému spuštění motorů a zahájení druhé fáze návratového manévru.
4. listopadu byl automaticky vypojen iontový motor D z důvodu jeho degradace.
19. listopadu agentura JAXA oznámila, že kombinací iontového generátoru motoru B a neutralizeru motoru A se podařilo vytvořit funkční pohonnou jednotku s dostatečným výkonem. Z celkové změny rychlosti 2200 m/s nutné pro návrat na zemi již byla provedena změna o 2000 m/s a zbývalo uskutečnit manévry o rozsahu 200 m/s
5. března 2010 se sonda nacházela na dráze, která ji zaručovala průlet okolo Země ve vzdálenosti Měsíce. Byly vypojeny pohonné motory aby mohla být změřena přesná dráha sondy pro uskutečnění korekcí (TCM) nutných k přistání pouzdra sondy na Zemi.
27. března se sonda nacházela na dráze, která ji zaručovala průlet ve vzdálenosti 20 000 km od Zemského centra. Tímto byla ukončena fáze přiblížení sondy od planetky Itokawa k Zemi.
6. dubna byla ukončena korekce dráhy TCM-0 pro nasměrování letu sondy do těsnějšího okolí Země.
4. května byla ukončena další korekce dráhy TCM-1 pro nasměrování letu sondy do těsnějšího okolí Země. Nacházela se ve vzdálenosti okolo 17 mil. km od Země.
5. června byla ukončena korekce dráhy TCM-3. Ta upravila dráhu tak, aby přistávací modul po oddělení od sondy dopadl do oblasti základny Woomera v Austrálii. Sonda se nacházela ve vzdálenosti okolo 3,6 mil. km od Země.

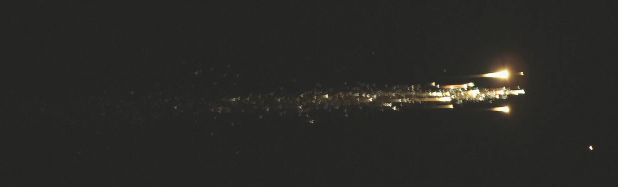
Fotografie z návratu sondy do zemské atmosféry. Návratové pouzdro je v pravé dolní části obrázku, zbylá část je stopa rozpadající se mateřské sondy bez ochranného tepelného štítu.

9. června poslední korekce dráhy TCM-4 trvající 2,5 hodiny, která jemně doladila místo přistání v Austrálii
13. června v 10:51 se návratové pouzdro oddělilo od zbytku mateřské sondy. Ve 13:51 vstoupilo oddělené návratové pouzdro a sonda do atmosféry Země. Sonda, bez tepelných štítů, plánovaně zanikla v prudkém žáru nad Austrálií. Pouzdro přistálo na padáku v jižní Austrálii ve vojenské oblasti Woomera.
14. června bylo návratové pouzdro po nočním přistání nafoceno z vyhledávacího vrtulníku.

## Po letu
Krom otestování pro JAXA nových technologií bylo zjištěno, že i přes potíže s odběrovým zařízením sondy přistávací pouzdro skutečně přineslo na Zemi kolem 1500 mikroskopických (<10μm) zrnek z asteroidu Itokawa.

## V kultuře
O misi sondy Hajabusa byl v Japonsku mj. natočen film.